# Zug Open 2023 - Doppio
Zdeněk Kolář e Adam Pavlásek erano i detentori del titolo e non hanno partecipato al torneo.
In finale Théo Arribagé e Luca Sanchez hanno sconfitto Ergi Kırkın e Dalibor Svrčina con il punteggio di 6–3, 7–5.

## Teste di serie
1. Ivan Liutarevich /  Vladyslav Manafov (quarti di finale)
2. Théo Arribagé /  Luca Sanchez (campioni)

1. Íñigo Cervantes /  Sergio Martos Gornés (primo turno)
2. Manuel Guinard /  Grégoire Jacq (quarti di finale)

## Wildcard
1. Dylan Dietrich /  Nicolas Kobelt (primo turno)

1. Yannik Steinegger /  Damien Wenger (primo turno)

## Alternate
1. Matheus Pucinelli de Almeida /  Pedro Sakamoto (primo turno, ritirati)

## Tabellone

### Legenda
| - Q = Qualificato - WC = Wild card - LL = Lucky loser | - ALT = Alternate - SE = Special Exempt - PR = Protected Ranking | - w/o = Walkover - r = Ritirato - d = Squalificato |

|  | Primo turno | Primo turno                       | Primo turno                       | Primo turno                       | Primo turno |  |  | Quarti di finale | Quarti di finale         | Quarti di finale        | Quarti di finale     | Quarti di finale   |   |      | Semifinali | Semifinali                  | Semifinali                  | Semifinali                 | Semifinali                 |   |   | Finale | Finale | Finale | Finale | Finale |  |
|  |             |                                   |                                   |                                   |             |  |  |                  |                          |                         |                      |                    |   |      |            |                             |                             |                            |                            |   |   |        |        |        |        |        |  |
|  | 1           | I Liutarevich V Manafov           | I Liutarevich V Manafov           | 6                                 | 6           |  |  |                  |                          |                         |                      |                    |   |      |            |                             |                             |                            |                            |   |   |        |        |        |        |        |  |
|  | WC          | D Dietrich N Kobelt               | D Dietrich N Kobelt               | 4                                 | 3           |  |  | 1                | I Liutarevich V Manafov  | 4                       | 6                    | [4]                |   |      |            |                             |                             |                            |                            |   |   |        |        |        |        |        |  |
|  | WC          | Y Steinegger D Wenger             | Y Steinegger D Wenger             | 2                                 | 68          |  |  |                  | V Orlov JL Reis da Silva | 6                       | 3                    | [10]               |   |      |            |                             |                             |                            |                            |   |   |        |        |        |        |        |  |
|  |             | V Orlov JL Reis da Silva          | V Orlov JL Reis da Silva          | 6                                 | 710         |  |  |                  |                          |                         |                      |                    |   |      |            | V Orlov JL Reis da Silva    | V Orlov JL Reis da Silva    | 4                          | 5                          |   |   |        |        |        |        |        |  |
|  | 3           | Í Cervantes S Martos Gornés       | Í Cervantes S Martos Gornés       | 3                                 | 4           |  |  |                  |                          |                         | E Kırkın D Svrčina   | E Kırkın D Svrčina | 6 | 7    |            |                             |                             |                            |                            |   |   |        |        |        |        |        |  |
|  |             | G Blancaneaux J Sels              | G Blancaneaux J Sels              | 6                                 | 6           |  |  |                  | G Blancaneaux J Sels     | G Blancaneaux J Sels    | 4                    | 3                  |   |      |            |                             |                             |                            |                            |   |   |        |        |        |        |        |  |
|  |             | DN Mădăraș A Taylor               | 6                                 | 2                                 | [10]        |  |  |                  | E Kırkın D Svrčina       | E Kırkın D Svrčina      | 6                    | 6                  |   |      |            |                             |                             |                            |                            |   |   |        |        |        |        |        |  |
|  |             | E Kırkın D Svrčina                | 1                                 | 6                                 | [12]        |  |  |                  |                          |                         |                      |                    |   |      |            | Ergi Kırkın Dalibor Svrčina | Ergi Kırkın Dalibor Svrčina | 3                          | 5                          |   |   |        |        |        |        |        |  |
|  |             | F Bergevi M Veldheer              | F Bergevi M Veldheer              | 6                                 | 7           |  |  |                  |                          |                         |                      |                    |   |      |            |                             | 2                           | Théo Arribagé Luca Sanchez | Théo Arribagé Luca Sanchez | 6 | 7 |        |        |        |        |        |  |
|  |             | Z Bergs J De Loore                | Z Bergs J De Loore                | 3                                 | 61          |  |  |                  | F Bergevi M Veldheer     | F Bergevi M Veldheer    | 2                    | 4                  |   |      |            |                             |                             |                            |                            |   |   |        |        |        |        |        |  |
|  |             | P Nouza M Vrbenský                | 7                                 | 2                                 | [10]        |  |  |                  | P Nouza M Vrbenský       | P Nouza M Vrbenský      | 6                    | 6                  |   |      |            |                             |                             |                            |                            |   |   |        |        |        |        |        |  |
|  | 4           | M Guinard G Jacq                  | 5                                 | 6                                 | [7]         |  |  |                  |                          |                         |                      |                    |   |      |            | P Nouza M Vrbenský          | 6                           | 3                          | [8]                        |   |   |        |        |        |        |        |  |
|  |             | A Andreev V Uzhylovskyi           | A Andreev V Uzhylovskyi           | 3                                 | 4           |  |  |                  |                          | 2                       | T Arribagé L Sanchez | 2                  | 6 | [10] |            |                             |                             |                            |                            |   |   |        |        |        |        |        |  |
|  |             | L Margaroli M Neuchrist           | L Margaroli M Neuchrist           | 6                                 | 6           |  |  |                  | L Margaroli M Neuchrist  | L Margaroli M Neuchrist | 5                    | 63                 |   |      |            |                             |                             |                            |                            |   |   |        |        |        |        |        |  |
|  | Alt         | M Pucinelli de Almeida P Sakamoto | M Pucinelli de Almeida P Sakamoto | M Pucinelli de Almeida P Sakamoto |             |  |  | 2                | T Arribagé L Sanchez     | T Arribagé L Sanchez    | 7                    | 7                  |   |      |            |                             |                             |                            |                            |   |   |        |        |        |        |        |  |
|  | 2           | T Arribagé L Sanchez              | T Arribagé L Sanchez              | T Arribagé L Sanchez              | w/o         |  |  |                  |                          |                         |                      |                    |   |      |            |                             |                             |                            |                            |   |   |        |        |        |        |        |  |